# Мустафа (царевич)
Мустафа султан (тат. Мостафа, Mostafa; ум. 1444, Переяславль-Рязанский, Рязанское княжество) — ордынский царевич, сын казанского царя (хана) Мухаммеда Большого (Улу-Мухаммеда).

## Биография
В 1444 году с небольшим военным отрядом из-за сильных морозов и бескормицы в степи попросился перезимовать в Переяславль-Рязанский, столицу Рязанского княжества. Руководство города дало согласие, однако потом судя по всему изменило решение, вероятно в связи с приближением московских сил, что вынудило царевича уводить своих людей из города.
Великий князь московский Василий Тёмный отправил против Мустафы войско во главе с воеводами Оболенским и Голтяевым. В качестве помощи они призвали рязанцев и мордву. Царевич со своими людьми закрепился на берегу Листани в 10 верстах от города. В результате боя, в котором татары сражались отчаянно и не сдавались, они практически все были перебиты, пленены три князя, сам Мустафа погиб. В разрядных книгах так описывается это сражение: «И воеводы сошлись с царевичем под городом Резань. И был им с царевичем бой и на том бою царевича Мустофу убили и князя Охмата да мурзу Азербея Мишированова сына и иных многих князей и мурз и татар побили. И великоко князя воеводу василия Лыкова на том бою убили…» В рукописи академии наук № 43 окончание варируется: «… и на том бою царевича Мустофу убили и князя их Матада Мурзу и князя Бердея Месщеринова сына..».
Таким образом татарский отряд вместе с его командиром был уничтожен, однако победителям это принесло мало прибыли. В последующие годы зафиксированы походы  отца погибшего, царя Улу-Мухаммеда против всех участников акции -  мордвы, казаков и Москвы, Русского государства.
Обильно иллюстрированная повесть о царевиче Мустафе входит в Лицевой летописный свод. Других сведений о Мустафе нет.  
Сын Мустафы, казанский царевич Муртаза Мустафин, родоначальник князей Мустафиных, вышел на русскую службу летом 1471 года. В 1475 году он уже участвовал в обороне Русского государства. Вскоре получил в кормление Новогородок (Елатьму). Являлся двоюродным братом правившего в это время в Касимове царевича Данияра.